# Буковска вас
Буковска вас (словен. Bukovska vas) је насељено место у општини Дравоград, Корушка регија, Словенија.

## Историја
До територијалне реорганизације у Словенији била је у саставу старе општине Дравоград.

## Становништво
У попису становништва из 2011. Буковска вас је имала 371 становника.
| Број становника према пописима | Број становника према пописима | Број становника према пописима |
| ------------------------------ | ------------------------------ | ------------------------------ |
| 1991                           | 2002                           | 2011                           |
| 310                            | 341                            | 371                            |

Напомена: Године 1952. повећано за насеље Света Једерт, које је укинуто.